# Briefmarken-Club Hannover von 1886
Der Briefmarken-Club Hannover von 1886 e. V. (kurz: BCH) ist ein Verein für Philatelie und Postgeschichte mit Sitz in Hannover. Er ist Mitglied im Dachverband Bund Deutscher Philatelisten (BDPh) und im Regionalverband Verband Niedersächsischer Philatelistenvereine e. V. (VNPh).

## Beschreibung
Die im BCH organisierten Philatelisten sind über weitere Mitgliedschaften vernetzt und aktiv in weiteren philatelistischen Vereinen, wie dem Deutschen Altbriefsammler-Verein, für die Philatelistische Bibliothek Hamburg, in der Arbeitsgemeinschaft der Sammler Deutscher Kolonialpostwertzeichen e. V., der Bundesarbeitsgemeinschaft Polen e. V. und international wie in der Royal Philatelic Society London, der Royal Philatelic Society of Victoria und der Tasmanian Philatelic Society.
Veranstaltungen wie Ausstellungen und Tauschtage, u. a. zum Tag der Briefmarke, sowie Vorträge im Lister Turm (bis Dezember 2022) und ab 2023 im Stadtteilzentrum Ricklingen prägen den philatelistischen Teil der Vereinsaktivitäten.

## Mitglieder
Mitglied im BCH kann weltweit jede Person werden, unabhängig vom Wohnort. Es gab und gibt auch internationale Mitglieder, die u. a. in Frankreich, England, Argentinien wohnen. Die Mitglieder decken die gesamte Spannbreite vom Anfänger-Wissen bis zu hochspezialisierten Wissen und weltweit anerkannten Experten in ihren jeweiligen Forschungsgebieten ab. Seit der Gründung 1886 waren und sind zahlreiche bedeutende Philatelisten Mitglied dieses Vereins, darunter:
- John R. Boker
- Hans Grobe, Philatelist und Auktionator aus Hannover
- Rolf-Dieter Jaretzky, internationaler Juror, Experte u. a. für Mexiko, bedeutender Sammler von Postmeistermarken der Vereinigten Staaten von Amerika
- Franz Kalckhoff
- Heinrich Munk

## Arbeitsgemeinschaft Hannover-Braunschweig im BCH
Die Arbeitsgemeinschaft Hannover-Braunschweig im BCH (kurz: ArGe H-B) ist dem BCH angeschlossen. Die Forschungs-Aktivität der Mitglieder hat ihren Schwerpunkt bei diesen Themen:
- Postgeschichte und Briefmarken Hannovers
- Postgeschichte und Briefmarken Braunschweigs
- Braunschweigische Postgeschichte
- Posttarife und Postrouten
  - Postroute Braunschweig–Göttingen
  - Postroute Braunschweig–Holzminden
  - Postroute Braunschweig–Helmstedt–Magdeburg
  - Postroute Braunschweig–Blankenburg
  - Postroute Braunschweig–Calvörde
  - Postroute Braunschweig–Hildesheim
  - Postroute Wolfenbüttel–Harzburg

Über die Ergebnisse wird im zweimal jährlich erscheinenden Rundbrief berichtet.

## Interessengebiete im Briefmarken-Club Hannover
Neben den auf Hannover und Braunschweig spezialisierten Aktivitäten in der ArGe B-H haben die im BCH-Mitglieder weitere Schwerpunkt-Themen, von denen viele einen Bezug zu Deutschland haben, jedoch gibt es auch exotische Interessensgebiete:
- Deutsche Postgeschichte
- Poststempel
- Postgeschichte der Deutschen Kolonien, mit einem Schwerpunkt auf Postgeschichte und Briefmarken von China
- Kriegsgefangenenpost per Luftpost, z. B. das Kapitel „Germany to New Zealand“ aus New Zealand Prisoner of War Mail
- Briefmarken von Mikronationen wie z. B. dem Königreich Elleore, Dänemark[3], Fürstentum Hutt River, Australien, Neuseeland
- George Adams und seine Tattersall-Lotterie

Über diese und weitere Themen wird in mindestens zwei Vorträgen pro Monat während der Clubabende berichtet. Die Vorträge sind in öffentlich einsehbaren Terminkalender des BCH aufgelistet.

## Club-Mitteilungen des BCH
Der BCH gibt eine eigene Zeitschrift heraus. Diese „Club-Mitteilungen“ genannten Vereinsnachrichten erscheinen viermal im Jahr. Über viele Jahrzehnte wurde das Layout auf traditionelle Weise mit Schere und Klebstoff als Aufsichtsvorlage erstellt. Früher umfassten die Ausgaben durchschnittlich 24 überwiegend schwarzweiße Seiten. Einen hohen Wiedererkennungswert hat das im Din-A5-Format verlegte Magazin durch den markanten gelben Umschlag. Seit 2018 erfolgt die Produktion in digitaler Form mit durchgehend vierfarbigem Inhalt mit vielen Abbildungen. Der erweiterte Umfang von durchschnittlich 40 Seiten wird ermöglicht durch zahlreiche BCH-Mitglieder, die aktiv von ihren Sammelgebieten berichten.

## Jubiläen und Briefmarkenausstellungen
Vereinsjubiläen waren mehrmals der Anlass für überregionale oder nationale Briefmarkenausstellungen:
- 1956 – 70 Jahre – Briefmarkenausstellung anlässlich der 70-Jahrfeier d. Briefmarken-Clubs Hannover e. V. 1886, 16.–17. Nov. 1956[4] im Künstlerhaus Hannover
- 1961 – 75 Jahre – Briefmarkenausstellung anlässlich der 75-Jahr-Feier des Briefmarken-Clubs e. V. 1886, 15.–18. Sept. 1961[5] im Galeriegebäude Schloss Herrenhausen und im Künstlerhaus Hannover
- 1966 – 80 Jahre – HANAPOSTA Nationale Briefmarkenausstellung im Rang 1 in der hannoverschen Niedersachsen-Halle
- 1971 – 85 Jahre – HABRIA ’71 Briefmarkenausstellung im Rang 2 in der hannoverschen Niedersachsen-Halle
- 1981 – 95 Jahre – HABRIA ’81 Briefmarkenausstellung im Rang 3 in der hannoverschen Niedersachsen-Halle
- 1983 – HABRIA ’83 Briefmarkenausstellung im Rang 2 in der hannoverschen Eilenriedehalle
- 1986 – 100 Jahre – Landesverbands-Postwertzeichenausstellung; Habria ’86[6]
- 2005 – NAPOSTA ’05: Nationale Postwertzeichen-Ausstellung; 2.–5. Juni 2005, HCC Hannover Congress Centrum[7] mit Literaturpreis[8]
- 2006 – 120 Jahre – Briefmarken-Tage Hannover 2006, 10.–12. November 2006[9] in der Glashalle des HCC Hannover Congress Centrum
- 2007 – HABRIA ’07 Briefmarkenausstellung im Rang 3 in der hannoverschen Niedersachsen-Halle des HCC
- 2011 – 125 Jahre – Im Jahr 2011 wurde aus Anlass des 125-jährigen Bestehens eine umfangreiche Darstellung der Geschichte und der oftmals auch nach Jahrzehnten noch in Fachkreisen bekannten Personen aus Vorstand und Mitgliedschaft erstellt: 125 Jahre Briefmarken-Club Hannover[10][11].

## Preise und Medaillen
Der BCH vergibt folgende Auszeichnungen für besondere Leistungen in der Philatelie:

### Hannover-Medaille
Am 9. September 1925 wurde die HANNOVER-Medaille zur 75. Wiederkehr des Tages der Herausgabe der ersten Franco-Marke durch die damalige Königlich Hannoversche Post vom BCH gestiftet. Diese Auszeichnung soll eine intensivere Beschäftigung mit dem Sammelgebiet Hannover anregen.
Ursprünglich trug die Auszeichnung zunächst die Bezeichnung „Niedersachsen-Medaille“, weil damit Sammlungen und literarische Arbeiten zu den früheren Postgebieten des Wirtschaftsraumes Niedersachsen ausgezeichnet werden sollten. Zunächst wurden die Stufen „Bronze“ und „Silber“ geschaffen. Nach Auszeichnung einer Anzahl hervorragender Postwertzeichensammlungen von Braunschweig, Hannover und Oldenburg sowie mehrerer literarischer Arbeiten über Hannover und Oldenburg wurden die Verleihungsbestimmungen am 1. März 1934 dahingehend abgeändert, dass die Auszeichnung künftig die Bezeichnung Hannover-Medaille führt und nur noch für Sammlungen dieses Gebietes verliehen werden soll.
Am 4. Februar 1955 wurden die Vergabebedingungen nochmals ergänzt, sodass die Hannover-Medaille seitdem für hervorragende Leistungen auch in Gold verliehen werden kann. Die Vergabe der höchsten Stufe setzt nicht den Besitz der anderen Stufen voraus.
Seit 1925 wurde die Medaille 25 mal in Bronze und 32 mal in Silber verliehen; seit 1957 wurde 15 Preisträgern die Medaille in Gold verliehen.
Prominente Preisträger sind u. a.:
- John R. Boker, 2001, Gold
- Franz Kalckhoff, 1951, Silber
- Heinrich Munk, 1987, Bronze

Eine Übersicht der weiteren Preisträger ist auf der Webseite des verleihenden Clubs abrufbar.